# Vesoljski sprehod
Vesoljski sprehod, znan tudi pod angleško kratico EVA (Extravehicular activity, »aktivnost izven vozila«) je aktivnost, ki jo astronavt izvaja izven vesoljskega plovila nad mejo vesoljskega prostora. Obstajata dva glavna tipa vesoljskega sprehoda: privezan, pri kateri je astronavt povezan s plovilom prek »popkovine«, ki mu dovaja zrak in električno energijo ter omogoča vrnitev s preprijemanjem brez lastnega pogona, in neprivezan. Poleg tega astronavti včasih izvajajo »stoječi« EVA, med katerim ostanejo delno v plovilu, le vstanejo skozi loputo, običajno za snemanje ali pomoč astronavtu, ki izvaja pravi vesoljski sprehod. Z izrazom vesoljski oz. lunarni sprehod opisujemo tudi aktivnosti na Luni, ki so jih izvajali člani odprav Programa Apollo izven pristajalnih modulov.
Prvi vesoljski sprehod v zgodovini je 18. marca 1965 izvedel ruski kozmonavt Aleksej Leonov, ki je kapsulo zapustil med odpravo Voshod 2 in preživel 12 minut in 9 sekund v odprtem vesolju. Sprehode po površini Lune je doslej izvajalo šest parov ameriških astronavtov v programu Apollo med leti 1969 in 1972, neprivezane vesoljske sprehode v letu pa ameriški astronavti na treh odpravah leta 1984 in eni leta 1994 s pomočjo sistema reaktivnih potisnikov v obliki nahrbtnika.